# Hazel Nuts Chocolate
Hazel Nuts Chocolate은 일본의 팝 음악가, 일러스트레이터이다. 2009년 11월부터 이름이 HNC로 바뀌었다. 2000년 결성되었고, 전 구성원인 완타는 사진 작가로 활동하고 있다.

## 음반
| 발매순 | 발매일           | 제목       | 비고                                     |
| 1st    | 2004년 7월 19일  | Bewitched! | 2009년 5월 이후로 절판.                  |
| 2nd    | 2005년 9월 14일  | Cute       |                                          |
| 3rd    | 2009년 12월 12일 | CULT       | HNC로 개칭 후 발매한 음반. 4년만에 발매. |